# Stop All the World Now
| Recensione | Giudizio |
| ---------- | -------- |
| AllMusic   |          |

Stop All the World Now è un album studio del cantautore statunitense Howie Day, pubblicato nel 2003.

## Tracce
1. Brace Yourself – 3:39
2. Perfect Time of Day – 4:21
3. Collide – 4:09
4. Trouble in Here – 5:57
5. Sunday Morning Song – 3:57
6. I'll Take You On – 5:38
7. She Says – 4:21
8. Numbness for Sound – 3:51
9. You & a Promise – 6:24
10. End of Our Days – 4:22
11. Come Lay Down – 5:52

## Formazione
- James Clifford – chitarra, cori
- Howie Day – chitarra acustica, pianoforte, voce
- Les Hall – organo, sintetizzatore, chitarra, pianoforte, armonium, tambura, mellotron, vibrafono, piano elettrico Wurlitzer
- Mark Heaney – batteria
- Laurie Jenkins – percussioni, batteria
- Simon Jones – basso